# تقوس الأصابع
تقوس الأصابع أو انحراف الأصابع أو انحناء الأصابع (بالإنجليزية: Clinodactyly)‏ هو مصطلح طبي يصف انحناء إصبع (في اليد أو القدم) في مستوى راحة اليد، ويكون الانحناء غالبا في الإصبع الخامس ("الخنصر") نحو الإصبع الرابع المجاور ("البنصر").
وهو شذوذ فردي شائع إلى حد ما وغالبا ما يمر دون أن يلاحظه أحد، ولكن يحدث أيضا مع مزيج من التشوهات الأخرى في بعض المتلازمات الوراثية.

## علم الوراثة
تقوس الإصبع هو سمة جسدية سائدة وراثية لديها تعبيرات متغيرة ونفاذية غير مكتملة، وتظهر كشذوذ منعزل أو ضمن أعراض متلازمة وراثية، حيث ترتبط العديد من المتلازمات بانحراف الإصبع، بما في ذلك متلازمة داون، ومتلازمة تيرنر، ومتلازمة آرسكوغ، ومتلازمة كاربنتر، ومتلازمة سيكيل، ومتلازمة كورنيليا دي لانج، ومتلازمة الفم والوجه والأصابع 1، ومتلازمة حذف 13q، ومتلازمة XXYY، ومتلازمة سيلفر روسل.
ويكون وجوده مؤشرا للحاجة إلى أخذ عينة من داخل الرحم لتحليل صبغيات الجنين إذا تم التعرف عليه قبل الولادة أثناء التصوير بالموجات فوق الصوتية؛ لأنه يرتبط إحصائيا بزيادة خطر اضراب صبغي في الجنين.

## الفسيولوجيا المرضية
يكون هناك محاذاة غير طبيعية في سطح المفصل بين السلاميات بسبب توقف النمو، مما يسبب انحناء في مستوى راحة اليد، وقد يكون الإصبع متقوس قليلا أو بشكل بارز جدا.

## التصنيف
ينقسم تقوس الأصابع إلى ثلاثة أنواع:
- النوع الأول: تقوس بسيط مع طول طبيعي للإصبع (الأكثر شيوعا).
- النوع الثاني: تقوس بسيط مع قصر الإصبع.
- النوع الثالث: تقوس ملحوظ مع سلامي على شكل دلتا (مشاشة الإصبع على شكل حرف c، وجسم عظم الإصبع مقوس).

## التشخيص

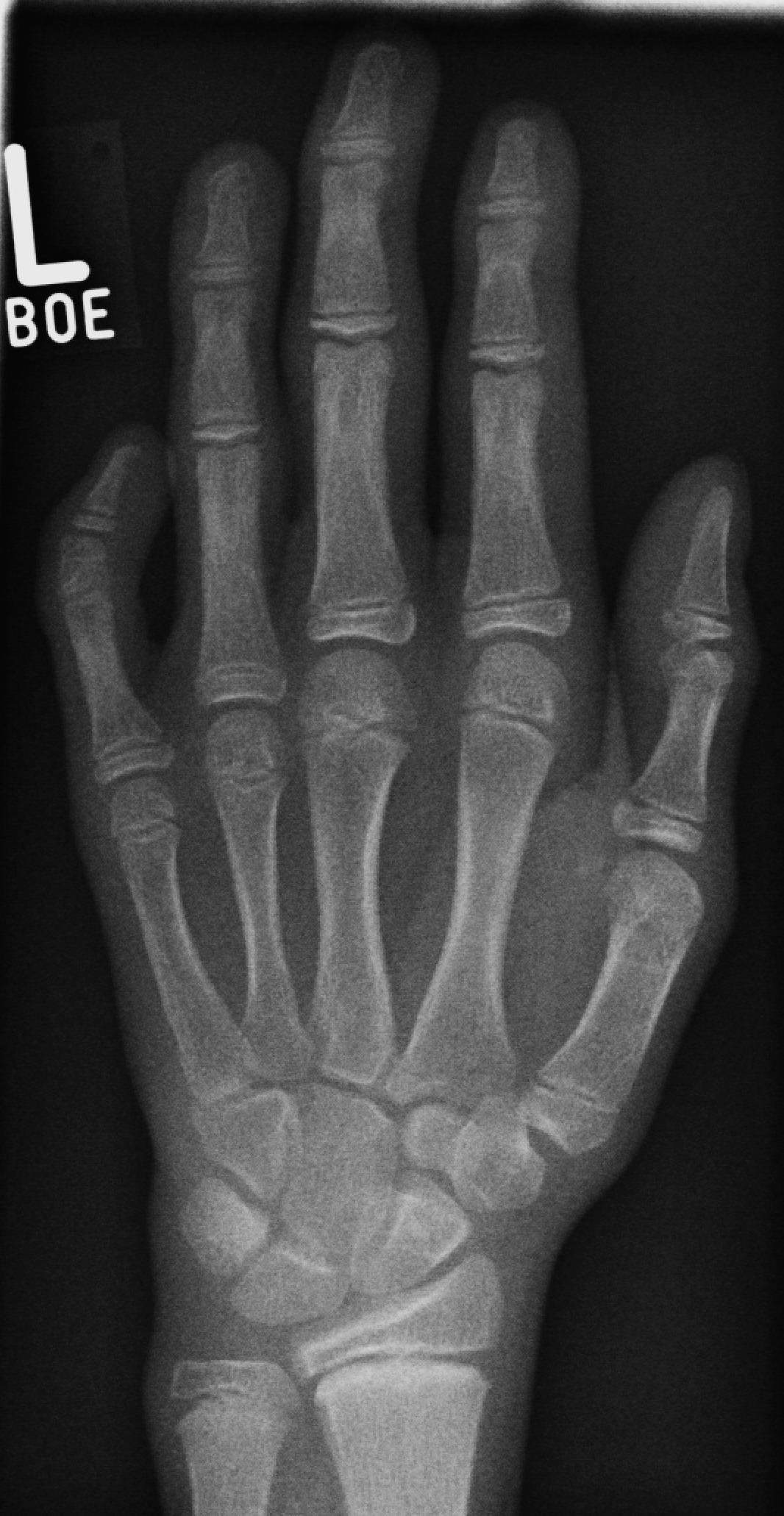
تقوس الإصبع الخنصر

لا يوجد توافق في الآراء حول درجة التقوس التي تبرر التشخيص، والانحناء بين 15 درجة و30 درجة هو الانحناء النموذجي. وهناك مصطلح على نفس الوزن هو (camptodactyly)، ويعني انثناء الإصبع، وهو تشوه انثناء الإصبع المستديم.

## العلاج
يكون العلاج ضروريا فقط إذا كانت درجة الانحناء كافية للتسبب في العجز أو إذا كان تقوس الإصبع يسبب الشعور بالضيق للمريض. غالبا لا تصحح الجبيرة التشوه. ومن العلاجات الجراحية: القص الوتدي المقفول للعظم، والقص الوتدي المفتوح للعظم، وقص العظم الوتدي العكسي، والأشعة على الأصابع مفيدة في التخطيط لإجراء العمليات الجراحية.
وقد يتطلب تقوس الإصبع الشديد تعديلات في الأنسجة الرخوة للإصبع، مثل تحرير الجلد، ونقل الوتر الباسط، ورفع الرباط الجانبي.

## وبائيات
درجات الانحناء البسيطة شائعة، وتتراوح تقارير حدوث الإصابة بين 1٪ و19.5٪.